# Schronisko w Grzybku
Schronisko w Grzybku – schronisko w rezerwacie przyrody Diable Skały. Rezerwat znajduje się w szczytowych partiach wzniesienia Bukowiec (530 m), we wsi Bukowiec, w województwie małopolskim, w powiecie nowosądeckim, w gminie Korzenna. Pod względem geograficznym jest to obszar Pogórza Rożnowskiego, będący częścią Pogórza Środkowobeskidzkiego.
Schronisko znajduje się w skale Grzyb we wschodniej części rezerwatu, przy ścieżce edukacyjnej prowadzącej przez ten rezerwat. Jego otwór jest dobrze widoczny. Znajduje się pod dużym okapem na północno-zachodniej stronie ściany. Korytarzyk ma długość 2,5 m, szerokość do 1,6 przy otworze i do 2, 5 m w części środkowej. Kończy się niewielkim oknem skalnym na południowo-wschodniej ścianie Grzyba. Z korytarzyka wychodzi jeszcze jedno okno skalne na wschodnią stronę.
Schronisko utworzyła się wskutek wietrzenia w piaskowcu ciężkowickim serii śląskiej. Ma dno skaliste, we wschodniej części piaszczyste. Jest w całości widne i poddane wpływom atmosferycznym. Roślin i zwierząt nie obserwowano.
Schronisko zapewne znane było od dawna, ale w literaturze nie wzmiankowane. Pomierzył go T. Mleczek 21 lipca 2001 r. On też wykonał jego plan i opis.

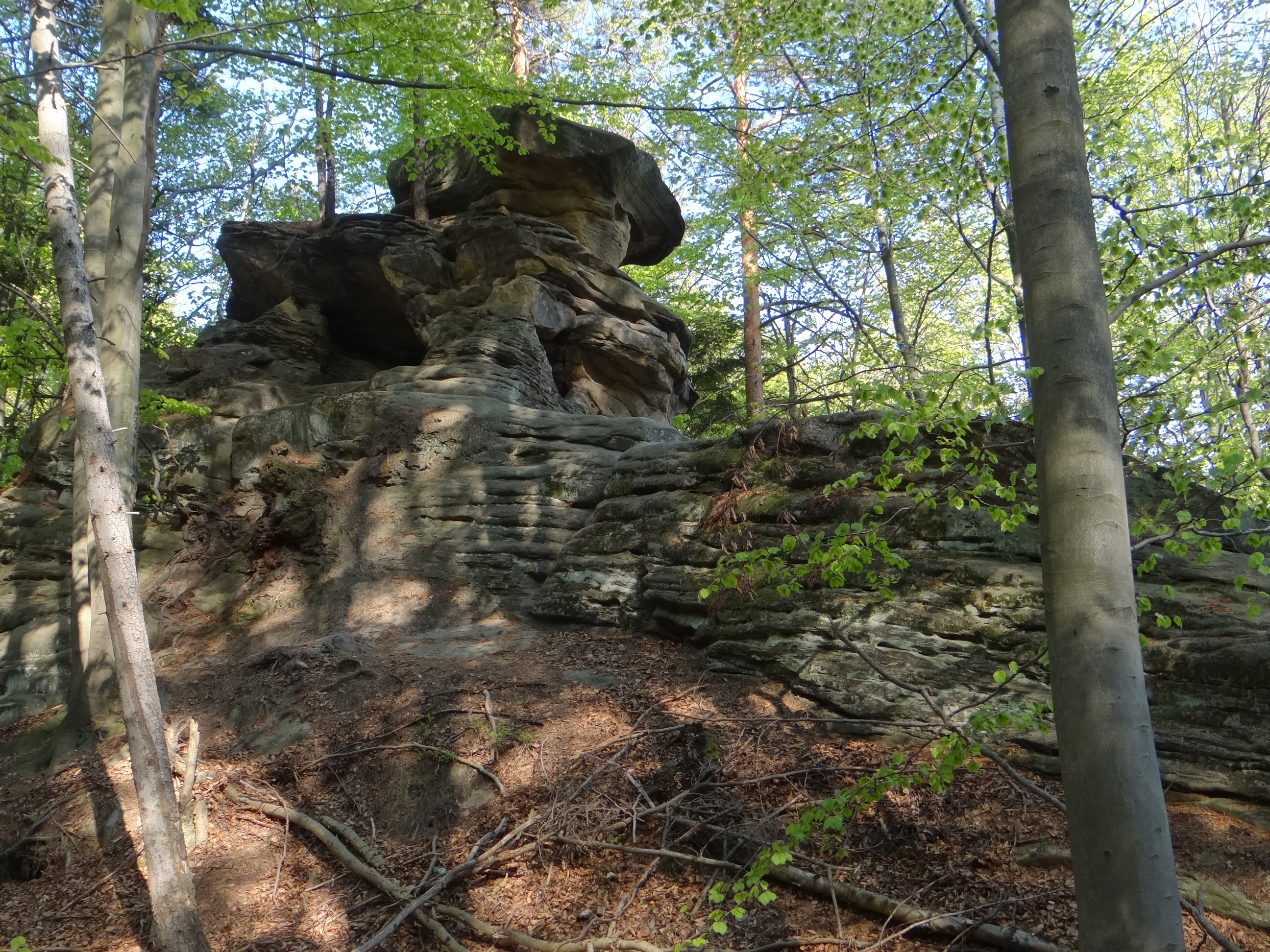
Grzyb z otworami schroniska
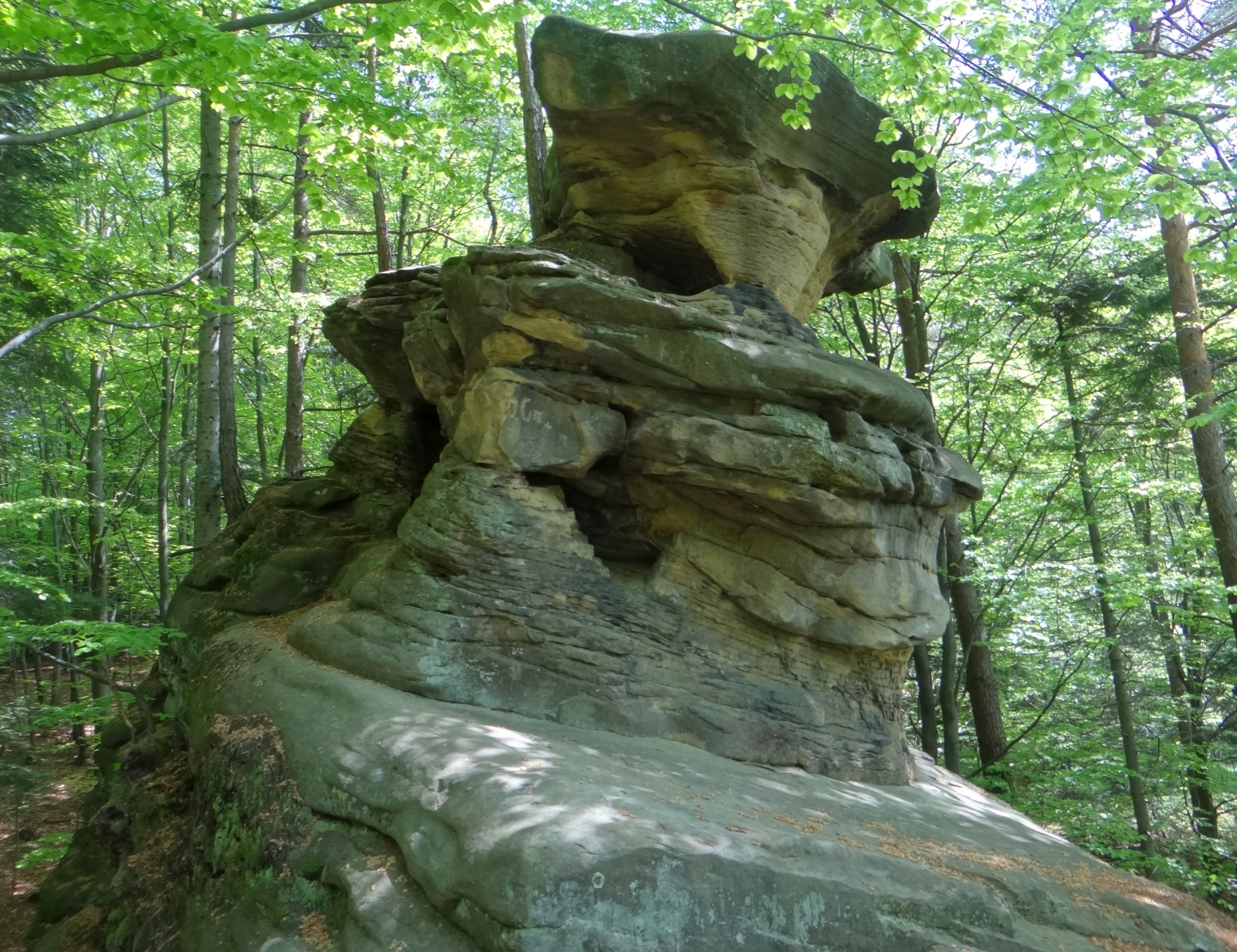
Grzyb z otworami schroniska
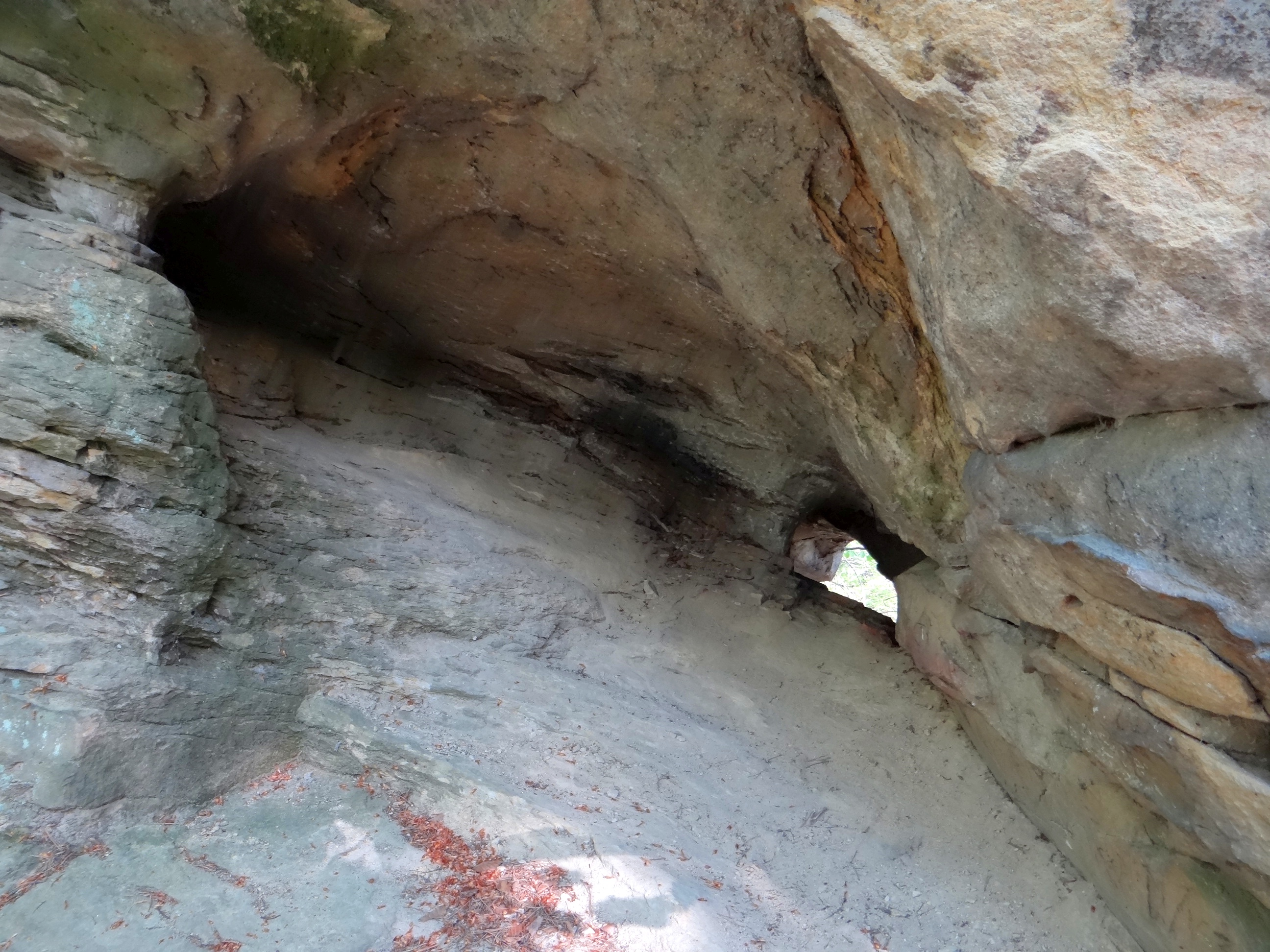
Korytarzyk i okno skalne
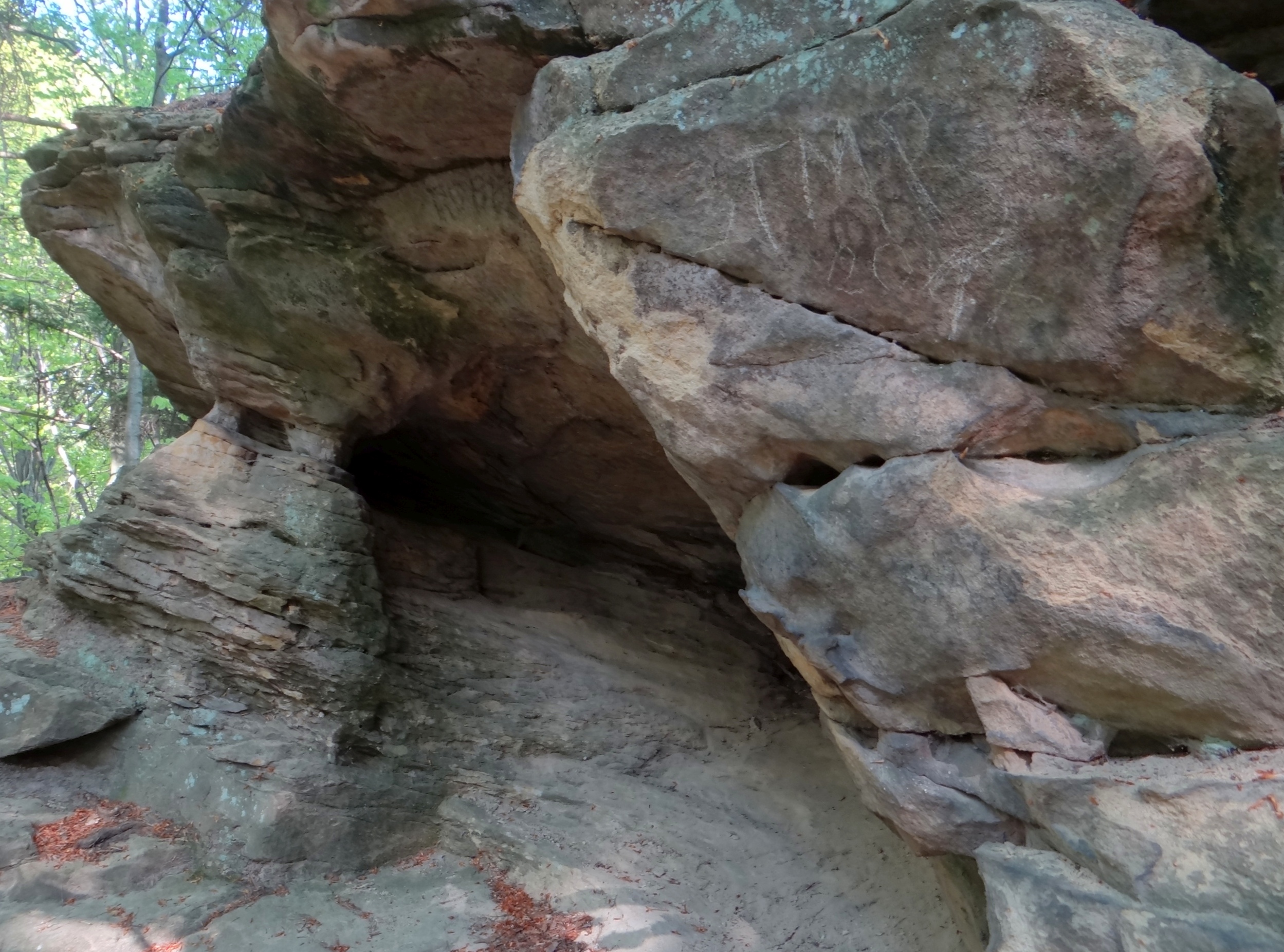
Schronisko